# Ritzy

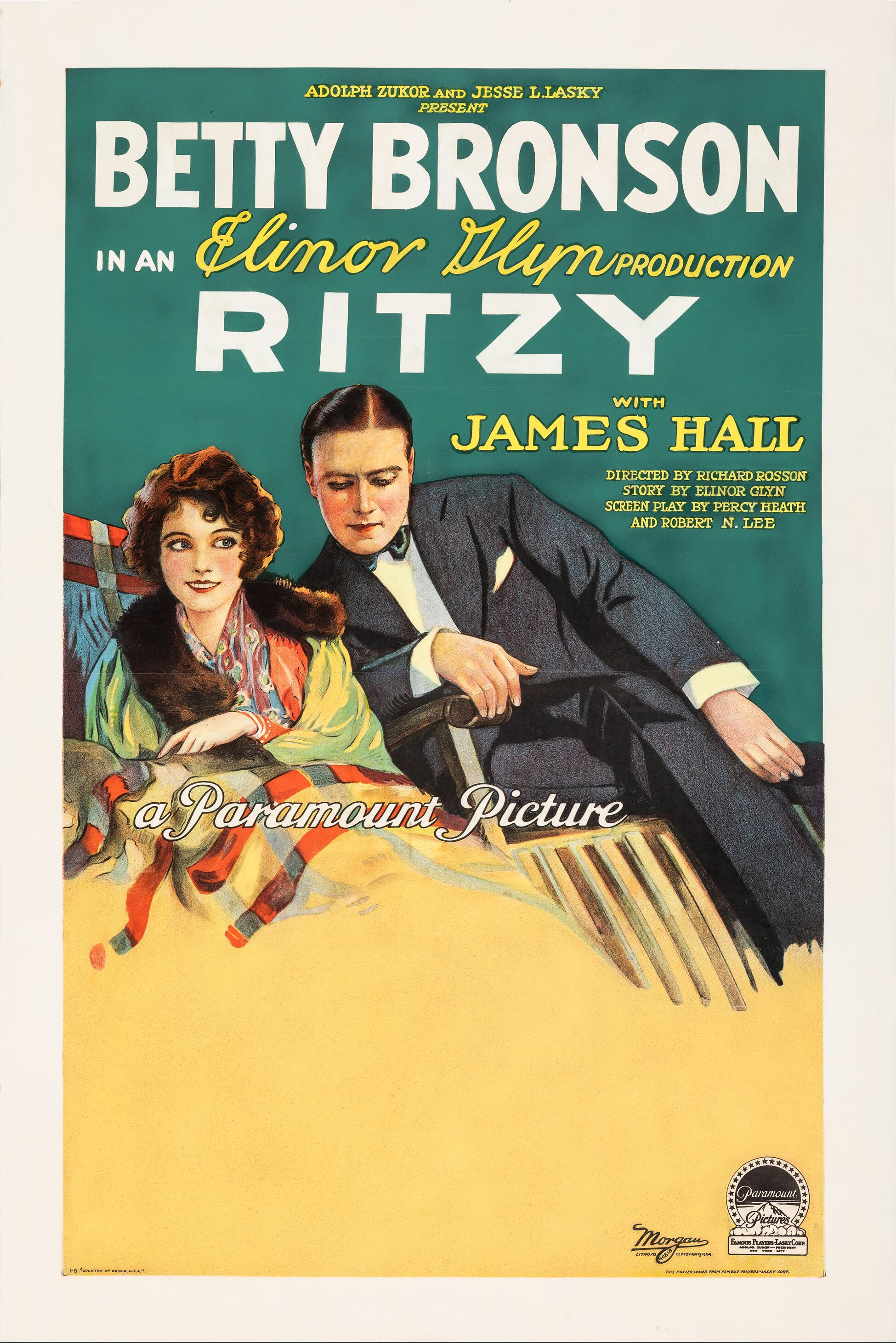
Affiche du film.

Ritzy est un film américain réalisé par Richard Rosson, sorti en 1927.

## Synopsis
Le duc de Westborough fait une tournée en Amérique sous le nom de Harrington Smith. Il est reçu par Nathan Brown et sa fille, Ritzy, une jeune femme sophistiquée. Elle confie à Harrington qu'elle se verrait bien devenir duchesse. Ritzy décide de concrétiser son ambition et insiste pour se rendre en Europe. Brown persuade Harrington de guérir Ritzy, et ce dernier lui parle d'un ami, Algy, capable de jouer le rôle d'un noble. Durant le voyage, elle se jette sans cesse sur le chemin d'Algy, tout en retenant son affection pour Harrington. À Londres, Ritzy finit par comprendre l'erreur de son engouement pour l'aristocratie et trouve le bonheur auprès de Harrington.

## Fiche technique
- Réalisation : Richard Rosson
- Scénario : Elinor Glyn, Percy Heath, Robert N. Lee, George Marion, Jr. d'après une histoire courte d'Elinor Glyn
- Producteurs : B. P. Schulberg, Jesse L. Lasky, Adolph Zukor
- Photographie : Charles Lang
- Production : Famous Players–Lasky Corporation
- Distributeur : Paramount Pictures
- Durée : 6 bobines[2]
- Date de sortie : 9 avril 1927

## Distribution
- Betty Bronson : Ritzy Brown
- James Hall : Harrington Smith, Duc de Westborough
- William Austin : Algy
- Joan Standing : Mary
- George Nichols : Nathan Brown
- Roscoe Karns : valet de Smith

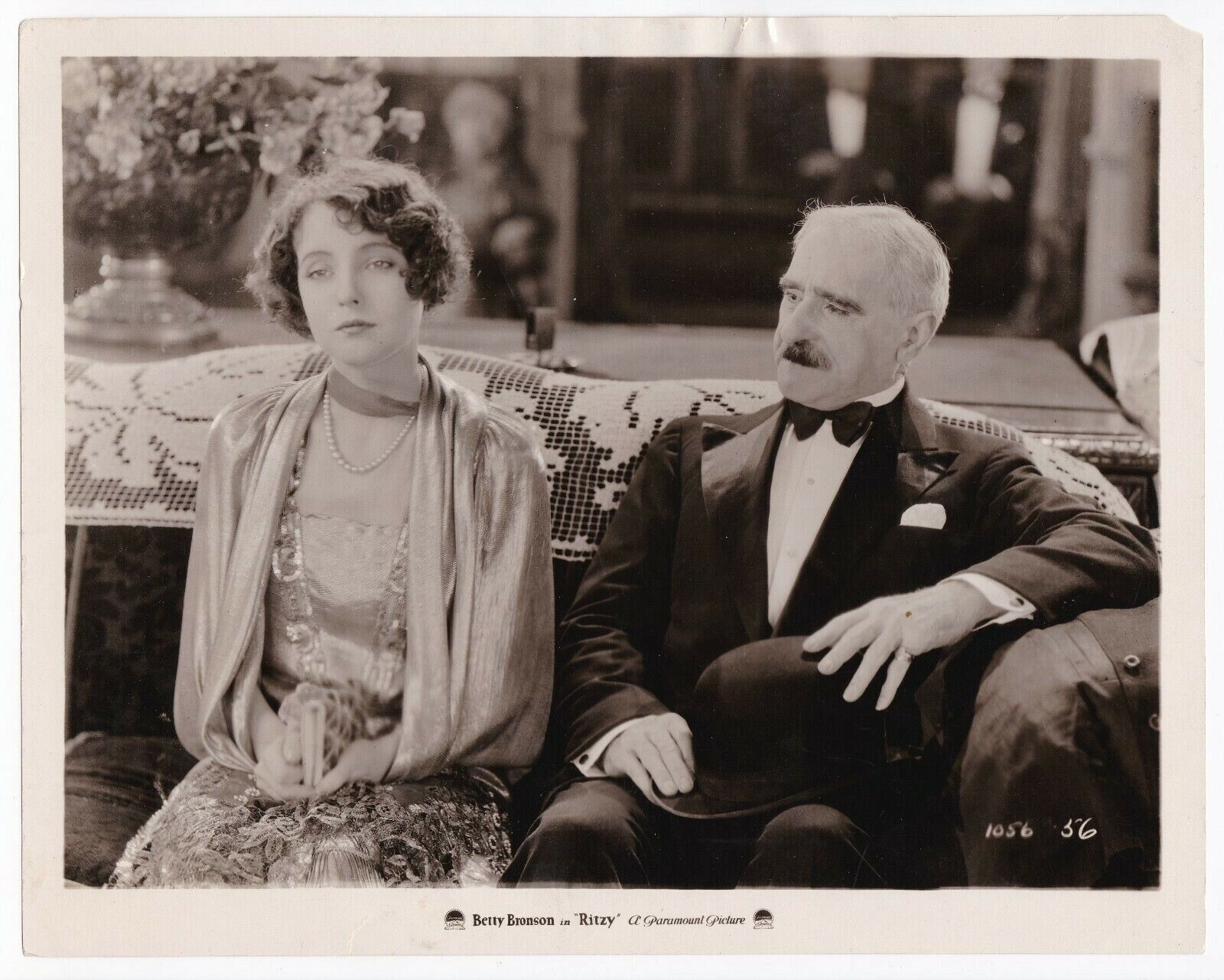
Betty Bronson et un acteur non identifié
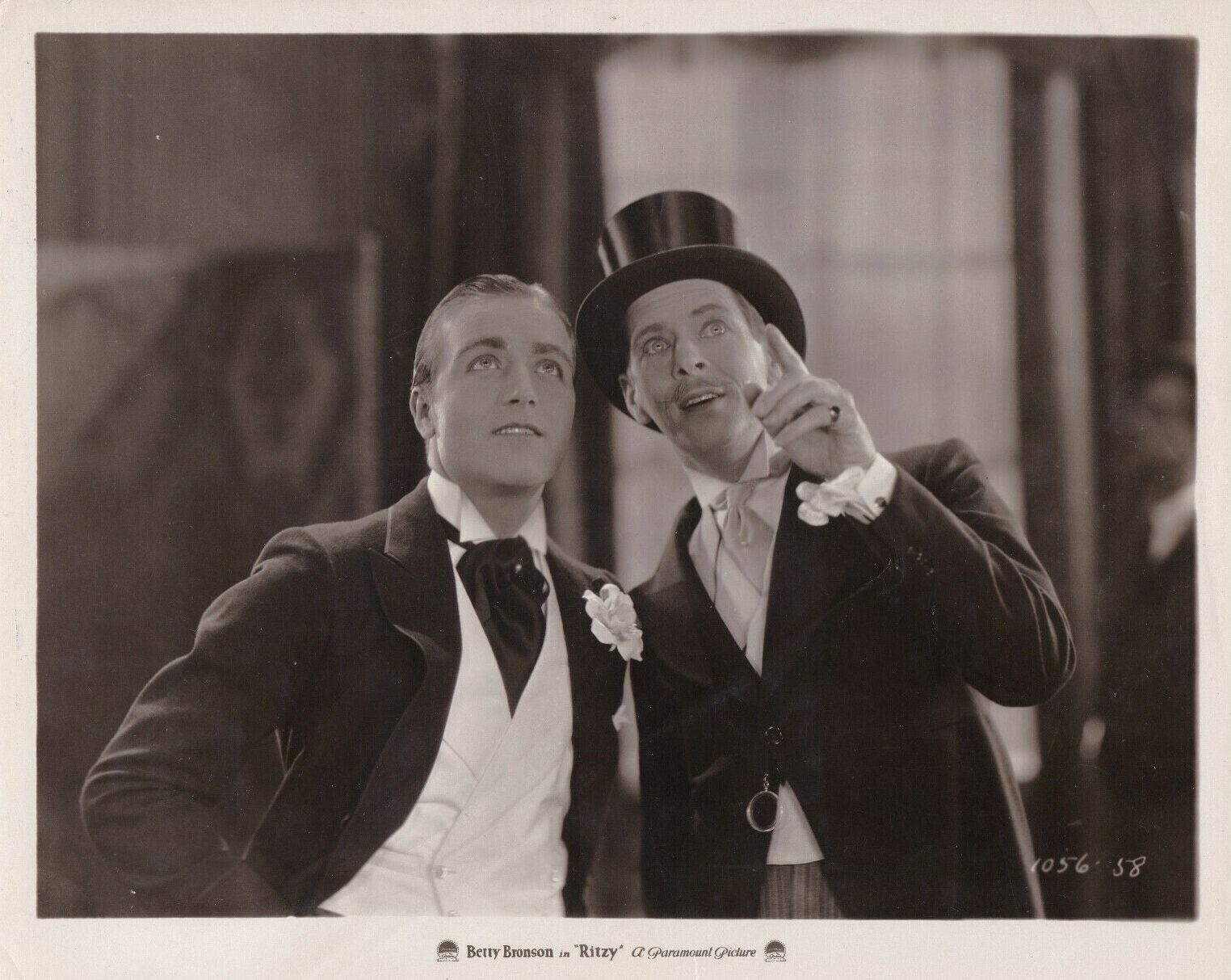
James Hall et Will Austin.
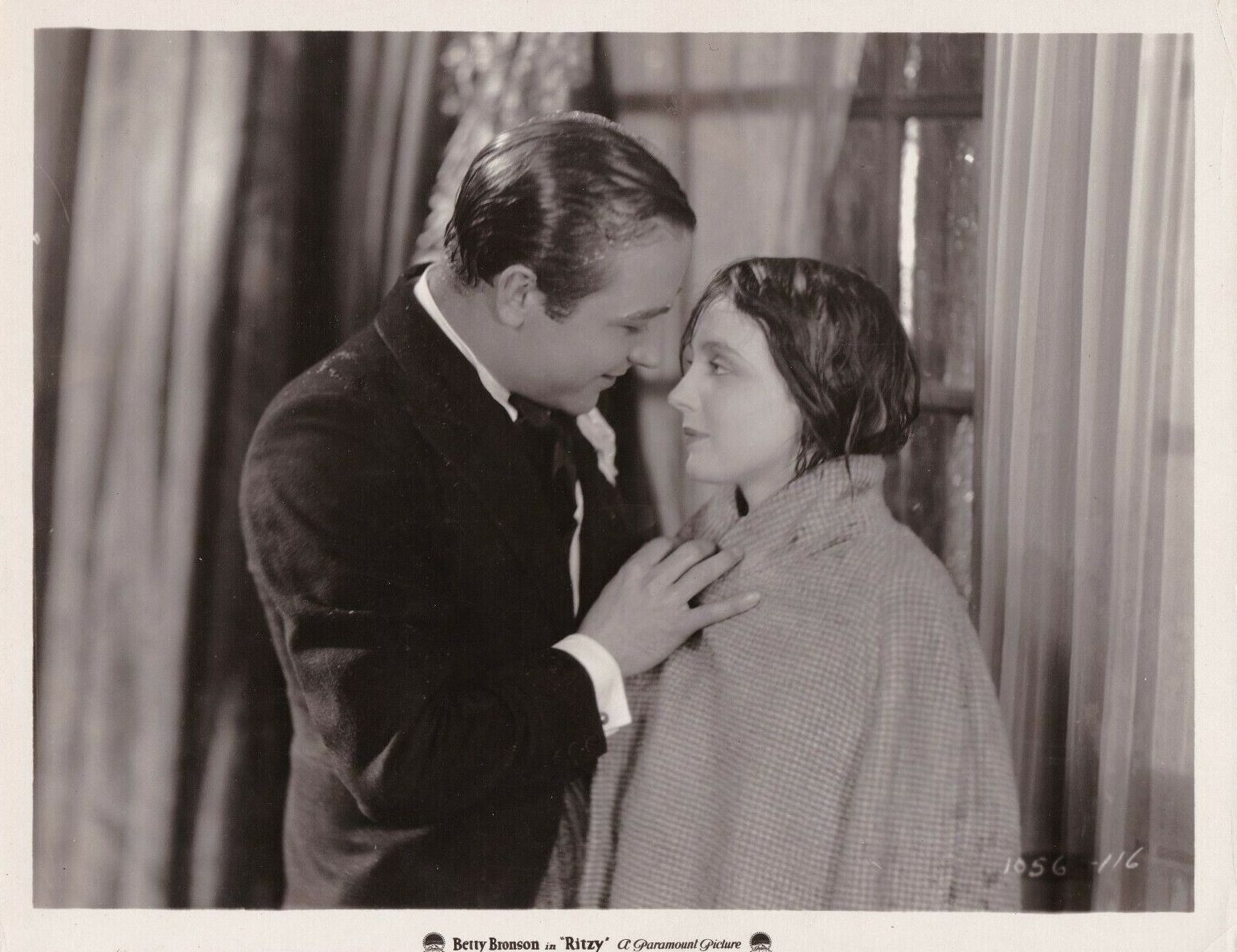
James Hall et Betty Bronson.